# فیربانک (آیووا)
فیربانک (به انگلیسی: Fairbank) شهری در ایالت آیووا کشور ایالات متحده آمریکا است که جمعیت آن در سرشماری سال ۲۰۱۰ میلادی، ۱٬۱۱۳ نفر بوده‌است.